# 公共用水域

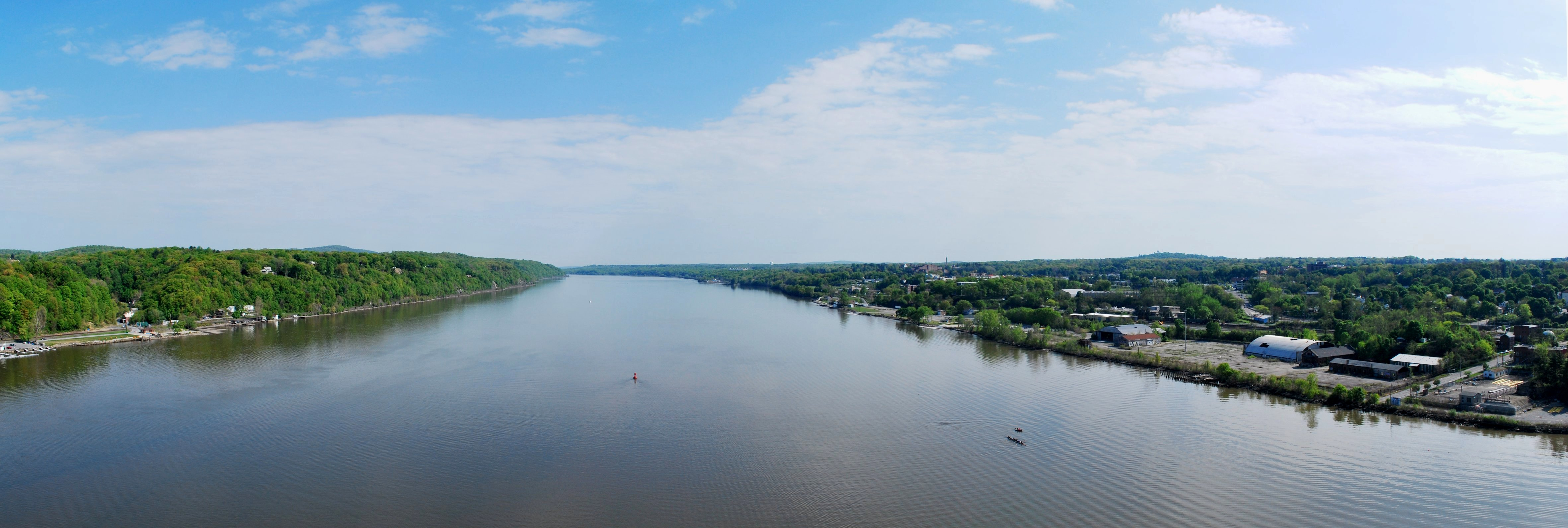
公共の川

公共用水域（こうきょうようすいいき）とは、水質汚濁防止法によって定められる、公共利用のための水域や水路のことをいう。
河川、湖沼、港湾、沿岸海域、公共溝渠、かんがい用水路、その他公共の用に供される水域や水路。ただし、下水道は除く。

## 公共用水域の環境保全
かつての水質汚濁問題は水質汚濁防止法等の環境法規制の強化や水質汚濁防止技術の進歩で大きく改善した。しかし、過去に排出された有害物質は底質に蓄積され底質汚染となり、底質の拡散や食物連鎖により新たな汚染源となっている。